# 서산 간월암 목조보살좌상
서산 간월암 목조보살좌상(瑞山 看月庵 木造菩薩坐像)은 대한민국 충청남도 서산시 간월암에 있는 조선시대의 불상이다. 2007년 9월 20일 충청남도의 유형문화재 제184호로 지정되었다.

## 개요
이 불상은 현재 서산 간월암의 법당에 본존으로 봉안되어 있는 목조보살좌상으로 전체높이가 42cm에 달하는 소규모의 보살상으로 보살상의 밑부분에는 복장공(腹藏孔)이 마련되었으나 조성당시의 복장기는 남아있지 않아 조성연대와 존상의 명칭, 봉안사찰 등을 알 수 없지만 규모가 작은 것으로 보아 삼존불상의 협시보살로 조성되었던 것으로 추정된다. 부분적으로 개금이 약간 벗겨진 곳도 있으나 전체적으로 보존상태는 양호한 편이다.
보살상은 전체적으로 신체에 비하여 두부(頭部)가 다소 큰 편으로, 머리를 약간 숙이고 결가부좌(結跏趺坐)한 모습으로 머리에는 보관을 쓰고 있으며 정상부에는 높고 길죽한 보계가 표현되었으며 이마부분에는 빗으로 빗은 듯 머리카락이 가지런히 표현되었는데, 보발은 귀의 중간부분을 감싸고 흘러내리다가 어깨 위에서 세 가닥으로 갈라져서 팔뚝 위로 흘러내렸다. 얼굴은 사각형에 가깝지만 턱 부분에 살이 올라 부드러워 보이며 미간(眉間)에는 백호(白毫)가 선명하고, 활형[弓弧]의 가는 눈썹과 약간 위로 치켜뜬 반개(半開)한 눈, 오똑한 콧날, 꾹 다문 얇은 입술 등은 조선후기 불상에서 흔히 볼 수 있는 특징이다.
신체는 안정감있고 균형이 잘 잡혀있는 편으로, 어깨 폭이 넓지 않아 아담하면서도 단정해 보이며 결가부좌(結跏趺坐)한 무릎 폭도 적당하여 안정감을 주며 양 어깨에는 법의(法衣)가 걸쳐져 있는데, 조선후기 보살상에게 흔히 볼 수 있듯이 천의가 아닌 법의를 걸치고 있다. 법의는 목 뒷부분이 약간 접혀있으며 왼쪽의 법의는 왼쪽 어깨를 완전히 가리고 어깨에서부터 무릎부분까지 내려오면서 무릎 위에 놓인 왼손을 손목부분까지 완전히 덮고 있으며, 오른쪽 법의는 어깨를 덮은 뒤 오른쪽 팔꿈치 아래로 하여 배 부근으로 내려가 왼쪽에서 내려온 법의 안쪽으로 여며진 모습으로 이와 같은 착의법(着衣法)은 넓게 트인 가슴, 수평의 군의(裙衣)와 함께 조선후기 불상의 가장 전형적인 모습이라고 할 수 있다. 오른손은 어깨 높이로 들어올려 첫째와 셋째손가락을 마주잡고 있으며, 왼손은 왼쪽 무릎 위에서 첫째와 셋째손가락을 마주잡고 있는데, 두 손 모두 別造한 것이다. 한편 좌세는 결가부좌를 하고 있는데, 오른쪽 발이 완전하게 드러나 있다.

## 참고 자료
- 서산간월암목조보살좌상 - 국가유산청 국가유산포털